# بيت بورغس
بيت بورغس (بالإنجليزية: Pete Burgess)‏ (13 يونيو 1984 في نيوزيلندا - ) هو لاعب كرة سلة نيوزلندي في مركز الهجوم خلفي. لعب مع Otago Nuggets ‏.